# Fragagnano
Fragagnano is een gemeente in de Italiaanse provincie Tarente (regio Apulië) en telt 5581 inwoners (31-12-2004). De oppervlakte bedraagt 22,0 km², de bevolkingsdichtheid is 254 inwoners per km².

## Demografie
Fragagnano telt ongeveer 1937 huishoudens. Het aantal inwoners steeg in de periode 1991-2001 met 2,9% volgens cijfers uit de tienjaarlijkse volkstellingen van ISTAT.
| Jaar | Inwoneraantal |
| ---- | ------------- |
| 1991 | 5482          |
| 2001 | 5639          |

## Geografie
De gemeente ligt op ongeveer 123 m boven zeeniveau.
Fragagnano grenst aan de volgende gemeenten: Grottaglie, Monteparano, Lizzano, San Marzano di San Giuseppe, Sava, Tarente.